# أكبر عبدي
أكبر عبدي (بالفارسية: اکبر عبدی) هو ممثل إيراني، ولد في 25 أغسطس 1960 بطهران في إيران.

## أعمال

### مسلسلات
- في عين الرياح

## وصلات خارجية
- أكبر عبدي على موقع IMDb (الإنجليزية)
- أكبر عبدي على موقع ألو سيني (الفرنسية)
- أكبر عبدي على موقع قاعدة بيانات الفيلم (الإنجليزية)